# Diego Costa
Diego da Silva Costa známý zkráceně jako Diego Costa (* 7. října 1988 Lagarto) je španělský profesionální fotbalista brazilského původu, který hraje na pozici útočníka. Mezi lety 2014 a 2018 odehrál také 24 utkání v dresu španělské reprezentace, v nichž vstřelil 10 branek. V roce 2013 odehrál dva přátelské zápasy za Brazílii.

Účastník MS 2014 v Brazílii.

## Klubová kariéra

### Chelsea FC
Do anglického klubu přestoupil 1. července 2014 za 32 milionů liber. Hned při svém prvním zápase v Premier League 18. srpna 2014 vstřelil první soutěžní gól za Chelsea FC proti Burnley FC (výhra 3:1). Diego Costa patří ke 3 hráčům, kterým se podařilo dát v prvních 10 zápasech Premier League 10 a více gólů.[zdroj?] V dresu Chelsea FC měl famózní start, v 19 ligových duelech nasázel soupeřům celkem 17 branek!
30. 1. 2015 dostal 3 zápasový trest za šlápnutí na Emre Cana v semifinále Capital One Cupu proti Liverpoolu (Chelsea vyhrála 1:0 v nastaveném čase a postoupila do finále). Chelsea ale i přes absenci Diega Costy dokázala ze 3 zápasů získat 7 bodů (remíza s Manchesterem City, výhra nad Aston Villou a Evertonem). S Chelsea vyhrál v březnu 2015 Anglický ligový pohár (ve finále zvyšoval na 2:0, byl to zároveň jeho první pohárový gól za Chelsea). 3. května 2015 tři kola před koncem sezóny 2014/15 získal s Chelsea ligový titul.

## Reprezentační kariéra

### Brazílie
Brazilský trenér Luiz Felipe Scolari jej nominoval ke dvěma přátelským zápasům brazilského A-mužstva. Debutoval 21. března 2013 proti Itálii (remíza 2:2, hrálo se ve Švýcarsku). Ke druhému přátelskému zápasu nastoupil 25. března 2013 v Londýně proti Rusku (remíza 1:1). V obou případech se dostal na hrací plochu jako střídající hráč v průběhu druhého poločasu. Byly to jeho jediné starty za brazilský národní tým.

### Španělsko
Po získání španělského občanství zažádala Španělská fotbalová federace organizaci FIFA o povolení k jeho zařazení do kádru španělského národního týmu. 28. února 2014 jej trenér Španělska Vicente del Bosque nominoval k přátelskému zápasu proti Itálii, kde si Costa připsal 5. března svůj první reprezentační start za zemi z Pyrenejského poloostrova. Španělsko porazilo v Madridu Itálii 1:0.
Vicente del Bosque jej vzal i na Mistrovství světa 2014, kde však Španělé jakožto jeden z velkých favoritů zcela vyhořeli, nepostoupili ze základní skupiny B. Costa nastoupil k prvním dvěma zápasům proti Nizozemsku (porážka 1:5) a proti Chile (porážka 0:2) a vůbec se neprosadil. Navíc byl terčem zášti brazilských fanoušků, kteří považovali jeho přechod do španělské reprezentace za zradu.

## Herní styl
Diego Costa nevyrůstal pod dohledem odborníků ve fotbalových akademiích, až do svých 16 let hrál fotbal na betoně ulic brazilského města Lagarto, kde více než pravidla platily ostré lokty, nadávky a strkanice. Část z toho mu zůstala v repertoáru, na trávníku bojuje dravě za svůj tým, neuhýbá ze soubojů. Dokáže také obráncům znepříjemnit jejich úlohu, občas jim „přebrousí“ kolíky kopaček holeně, nevyhne se ležícímu hráči a šlápne na něj.

## Úspěchy
- Tým roku Premier League podle PFA – 2014/15[15]